# Rhionaeschna planaltica
Rhionaeschna planaltica е вид водно конче от семейство Aeshnidae. Видът не е застрашен от изчезване.

## Разпространение
Разпространен е в Аржентина, Боливия, Бразилия, Венецуела, Еквадор, Колумбия, Парагвай, Перу и Уругвай.